# 미죽초등학교
미죽초등학교는 대한민국 충청남도 천안시 동남구에 있는 공립 초등학교이다.

## 학교 연혁
- 1947년 10월 2일: 개교
- 1996년 3월 1일: 미죽초등학교로 개칭
- 2010년 2월 19일: 제62회 졸업
- 2010년 3월 1일: 6학급 편성, 병설유치원 1학급
- 2013년 2월 15일: 제65회 졸업
- 2013년 3월 1일: 6학급 편성, 병설유치원 1학급
- 2018년 1월 3일: 제70회 졸업
- 2018년 3월 1일: 6학급 편성, 병설유치원 1학급
- 2019년 1월 4일: 제71회 졸업
- 2020년 1월 3일: 제72회 졸업
- 2019년 3월 4일: 6학급 편성, 병설유치원 1학급
- 2022년 3월 2일: 6학급 편성, 병설유치원 1학급

## 참고 자료
- 미죽초등학교 - 한국교육학술정보원 학교알리미